# Hartleyburn
Hartleyburn is een civil parish in het bestuurlijke gebied Northumberland, in het Engelse graafschap Northumberland. In 2001 telde het civil parish 213 inwoners.